# Кохання неможливе
Кохання неможливе — індійський комедійний фільм 2010 року.

## Сюжет
В університеті Анкерт, штат Каліфорнія, розпочинається дивна історія кохання Аліші (Пріянка Чопра), найгарнішої дівчини в студентському містечку, за якою впадають усі красунчики цього університету, та Абхая (Удай Чопра), незграбного хлопчини в окулярах, лептопом в руках, поганою зачіскою, ну словом з зовсім іншого світу.